# Erich Marx (Skilangläufer)
Erich Marx (* 3. Juni 1906; † nach 1936) war ein deutscher Skilangläufer.

## Werdegang
Erich Marx wurde 1931 und 1932 deutscher Meister über 50 Kilometer. Außerdem nahm er über diese Distanz an den Olympischen Winterspielen 1936 in Garmisch-Partenkirchen teil und belegte den 32. Rang.